# Brussels (Illinois)
Brussels é uma vila localizada no estado americano de Illinois, no Condado de Calhoun.

## Demografia
Segundo o censo americano de 2000, a sua população era de 141 habitantes. 
Em 2006, foi estimada uma população de 145, um aumento de 4 (2.8%).

## Geografia
De acordo com o United States Census Bureau tem uma área de 
1,6 km², dos quais 1,6 km² cobertos por terra e 0,0 km² cobertos por água. Brussels localiza-se a aproximadamente 159 m acima do nível do mar.

## Localidades na vizinhança
O diagrama seguinte representa as localidades num raio de 20 km ao redor de Brussels. 